# Зильберман, Самуил Моисеевич
Самуил Моисеевич Зильберман (3 мая 1946, Москва — 29 июня 2021, Красноярск) — советский и российский энергетик, доктор технических наук, профессор.

## Биография
Родился 3 мая 1946 года в Москве.
С серебряной медалью окончил среднюю школу № 57 города Красноярска. Затем учился в Красноярском политехническом институте по специальности «электрические системы и сети». По окончании вуза yачало работать в районном энергетическом управлении «Красноярскэнерго» — инженер группы режимов, дежурный диспетчер, заместитель начальника центральной диспетчерской службы.
с 1988 года был заместителем главного инженера по эксплуатации и ремонту «Сибирьэнерго», позже возглавил это предприятие. В 1997 году был назначен генеральным директором филиала ОАО «ФСК ЕЭС» — «Магистральные электрические сети Сибири», где проработал восемнадцать лет. В последние годы был советником генерального директора ПАО «Россети Сибирь».
После аварии на Саяно-Шушенской ГЭС под его началом был реализован комплекс мероприятий, направленных на обеспечение максимальной аварийной готовности сетей и надёжного электроснабжения Сибири.
Защитил кандидатскую диссертацию на тему «Обоснование схем и исследование режимов полуволновых связей Сибирь — Урал» в 2004 году и докторскую диссертацию на тему «Методические и практические вопросы полуволновой технологии передачи электроэнергии» в 2009 году.
Умер 29 июня 2021 года в Красноярске.

## Награды
- Указом Президента Российской Федерации за многолетнюю добросовестную работу и достигнутые трудовые успехи он был удостоен медали ордена «За заслуги перед Отечеством» II степени (2008).
- Отличник энергетики и электрификации СССР, Заслуженный работник Минтопэнерго РФ, Заслуженный работник ЕЭС России, Заслуженный энергетик СНГ, Заслуженный энергетик РФ.
- Звание «Ветеран электросетевого комплекса» присвоено в апреле 2011 года за многолетний добросовестный труд в электросетевом комплексе.
- Золотой почётный знак «Достояние Сибири» вручён 15 декабря 2010 года в номинации «Экономика и предпринимательство».